# Plansichter

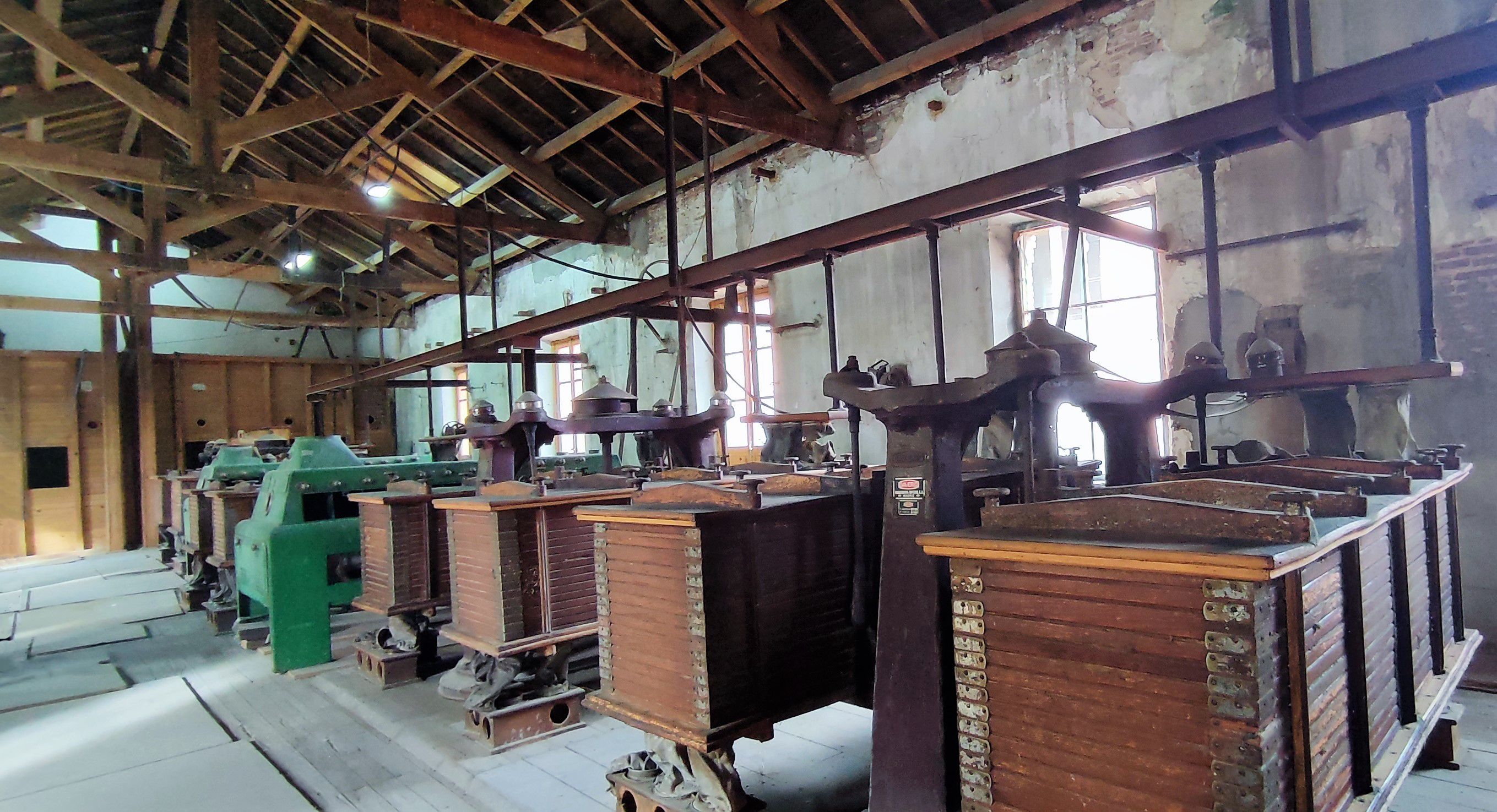
Plansichters dobles (Daverio, Henrici & CIE, 1916).

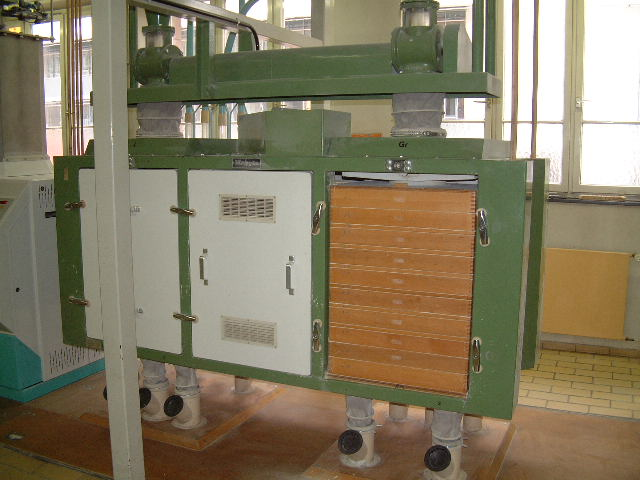
Plansichter

Un plansichter es una máquina generalmente utilizada en los molinos. Permite la separación de las diferentes sémolas y harinas. 

## Concepción
El plansichter está compuesto por varias cajas (de 2 a 10) compuestas de varios porta-tamices, cada uno puede recibir un tamiz de una abertura de punto determinado con el fin de poder tamizar los diferentes productos de la mezcla y así hacer la clasificación de la sémola, germen y harina.
- Datos: Q2098338
- Multimedia: Plan sifters / Q2098338